# Myoxinus pictus
Myoxinus pictus là một loài bọ cánh cứng trong họ Cerambycidae.